# Championnat du monde de karting
Le championnat du monde de karting est l'épreuve culminante de la discipline. Il se déroule chaque année dans un pays différent, sous l'égide de la CIK-FIA (la CIK étant supervisée par la Commission sportive internationale de la FIA). L'épreuve reine du karting se dispute depuis 2016 en catégorie OK, qui est ouverte depuis 2017 aux pilotes à partir de 14 ans (15 ans précédemment).
L'actuel président du championnat est l'ancien pilote de Formule 1 Felipe Massa.
Jusqu'à 2011, les meilleurs pilotes mondiaux se disputaient le titre sur un week-end prolongé, du jeudi au dimanche, comprenant des séances d'essais, des manches qualificatives, une pré-finale et une finale. À partir de 2011, le championnat est disputé sur plusieurs épreuves courues dans des pays différents au lieu d'une seule, avant de revenir à une épreuve unique en 2014.
En 2016, les catégories KF1 et KF2 font place aux catégories OK et OK-Junior (cette dernière ouverte depuis 2017 aux pilotes à partir de 12 ans), revenant à des machines dépourvues d'embrayage et de démarreur,. Les karts OK sont équipés de moteurs 2-temps à refroidissement liquide de 125 cm3 développant environ 40 ch (limité à 16 000 tr/min).
Un championnat du monde de karts à vitesses KZ 125 cm3 se tient également chaque année.

## Champions

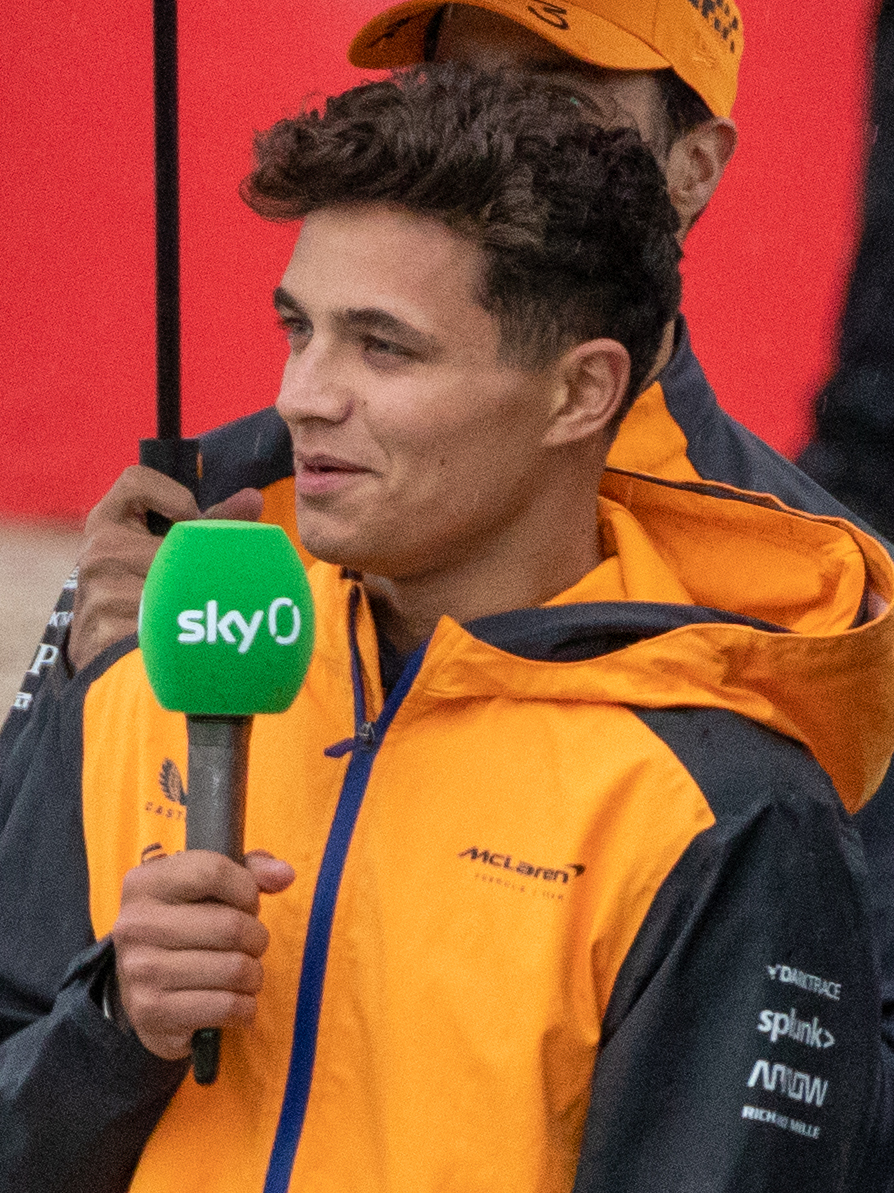
Lando Norris, champion 2014, est l'un des six vainqueurs en catégorie reine à avoir ensuite accédé à la Formule 1.

| Année | Pilote                 | Châssis / Moteur / Pneus                 | Catégorie       |
| ----- | ---------------------- | ---------------------------------------- | --------------- |
| 1959* | Jim Yamane             | custom / double McCulloch MC10 / -       | Kart            |
| 1960* | Robert « Bobby » Allen | X-Terminator / double McCulloch MC10 / - | 200 cm3         |
| 1961* | Robert « Bobby » Allen | Fox Kart / McCulloch MC20 / -            | 100 cm3         |
| 1964  | Guido Sala             | Tecno / Parilla / -                      | Kart            |
|       |                        |                                          |                 |
| 1965  | Guido Sala             | Tecno / BM / -                           | Kart            |
| 1966  | Susanna Raganelli      | Tecno / Parilla / -                      | Kart            |
| 1967  | Edgardo Rossi          | Birel / Parilla / -                      | Kart            |
| 1968  | Thomas Nilsson         | Robardie / BM / -                        | Kart            |
| 1969  | François Goldstein     | Robardie / Parilla / -                   | Kart            |
| 1970  | François Goldstein     | Robardie / Parilla / -                   | Kart            |
| 1971  | François Goldstein     | Taifun / Parilla / Goodyear              | Kart            |
| 1972  | François Goldstein     | Taifun / Parilla / -                     | Kart            |
| 1973  | Terry Fullerton        | Birel / Komet / -                        | Kart            |
| 1974  | Riccardo Patrese       | Birel / Komet / -                        | Kart            |
| 1975  | François Goldstein     | BM / BM / -                              | Kart            |
| 1976  | Felice Rovelli         | BM / BM / -                              | Kart            |
| 1977  | Felice Rovelli         | BM / BM / -                              | Kart            |
| 1978  | Lake Speed             | Birel / Parilla / -                      | Kart            |
| 1979  | Peter Koene            | Dap / Dap / -                            | Kart            |
| 1980  | Peter de Bruijn        | Swiss Hutless / Parilla / -              | Kart            |
| 1981  | Mike Wilson            | Birel / Komet / Dunlop                   | Formule K       |
| 1982  | Mike Wilson            | Birel / Komet / Dunlop                   | Formule K       |
| 1983  | Mike Wilson            | Birel / Komet / Dunlop                   | Formule K       |
| 1984  | Jorn Haase             | Kalì / Komet / Dunlop                    | Formule K       |
| 1985  | Mike Wilson            | Birel / Komet / Dunlop                   | Formule K       |
| 1986  | Augusto Ribas          | Birel / Komet / Dunlop                   | Formule K       |
| 1987  | Giampiero Simoni       | PCR / PCR / Bridgestone                  | Formule K       |
| 1988  | Mike Wilson            | CRG / Komet / Dunlop                     | Formule K       |
| 1988  | Emmanuel Collard       | CRG / Rotax / Dunlop                     | Formule A       |
| 1989  | Mike Wilson            | CRG / Komet / Dunlop                     | Formule K       |
| 1989  | Gert Munkholm          | PCR / Atomik / Bridgestone               | Formule A       |
| 1990  | Jan Magnussen          | CRG / Rotax / Bridgestone                | Formule K       |
| 1990  | Danilo Rossi           | CRG / Rotax / Dunlop                     | Formule A       |
| 1991  | Jarno Trulli           | All Kart / Parilla / Dunlop              | Formule K       |
| 1991  | Alessandro Manetti     | Tony Kart / Rotax / Bridgestone          | Formule A       |
| 1992  | Danilo Rossi           | CRG / Rotax / Dunlop                     | Formule K       |
| 1992  | Nicola Gianniberti     | Tony Kart / Rotax / Vega                 | Formule A       |
| 1993  | Nicola Gianniberti     | Haase / Rotax / Dunlop                   | Formule Super A |
| 1993  | David Terrien          | Sodikart / Rotax / Vega                  | Formule A       |
| 1994  | Alessandro Manetti     | CRG / Rotax / Vega                       | Formule Super A |
| 1994  | Marco Barindelli       | Haase / Rotax / Vega                     | Formule A       |
| 1995  | Massimiliano Orsini    | Swiss Hutless / Italsistem / Bridgestone | Formule Super A |
| 1995  | Gastao Fraguas         | Tony Kart / Italsistem / Bridgestone     | Formule A       |
| 1996  | Johnny Mislijevic      | Tony Kart / Vortex / Bridgestone         | Formule Super A |
| 1996  | Jean-Christophe Ravier | Tony Kart / Vortex / Bridgestone         | Formule A       |
| 1997  | Danilo Rossi           | CRG / CRG / Dunlop                       | Formule Super A |
| 1997  | James Courtney         | Tony Kart / Vortex / Bridgestone         | Formule A       |
| 1998  | Davide Forè            | Tony Kart / Vortex / Bridgestone         | Formule Super A |
| 1998  | Ruben Carrapatoso      | Tony Kart / Vortex / Bridgestone         | Formule A       |
| 1999  | Danilo Rossi           | CRG / CRG / Dunlop                       | Formule Super A |
| 1999  | Franck Perera          | Tony Kart / Vortex / Bridgestone         | Formule A       |
| 2000  | Davide Forè            | Tony Kart / Vortex / Bridgestone         | Formule Super A |
| 2000  | Colin Brown            | Top Kart / Parilla / Bridgestone         | Formule A       |
| 2001  | Vitantonio Liuzzi      | CRG / Maxter / Bridgestone               | Formule Super A |
| 2002  | Giedo Van der Garde    | CRG / Maxter / Bridgestone               | Formule Super A |
| 2003  | Wade G. Cunningham     | CRG / Maxter / Bridgestone               | Formule A       |
| 2004  | Davide Forè            | Tony Kart / Vortex / Bridgestone         | Formule A       |
| 2005  | Oliver Oakes           | Gillard / Parilla / Bridgestone          | Formule A       |
| 2006  | Davide Forè            | Tony Kart / Vortex / Bridgestone         | Formule A       |
| 2007  | Marco Ardigò           | Tony Kart / Vortex / Bridgestone         | KF1             |
| 2008  | Marco Ardigò           | Tony Kart / Vortex / Bridgestone         | KF1             |
| 2009  | Arnaud Kozlinski       | CRG / Maxter / Bridgestone               | Super KF        |
| 2010  | Nyck de Vries          | Zanardi / Parilla / Dunlop               | KF2             |
| 2011  | Nyck de Vries          | Zanardi / Parilla / Bridgestone          | KF1             |
| 2012  | Flavio Camponeschi     | Tony Kart / Vortex / Bridgestone         | KF1             |
| 2012  | Henry Easthope         | Sodikart / WKE / LeCont                  | M18             |
| 2013  | Tom Joyner             | Zanardi / TM / Vega                      | KF              |
| 2013  | Alessio Lorandi        | Tony Kart / Parilla / LeCont             | KF Junior       |
| 2013  | Max Verstappen         | CRG / TM / Bridgestone                   | KZ              |
| 2014  | Lando Norris           | FA Kart / Vortex / Dunlop                | KF              |
| 2014  | Enaam Ahmed            | FA Kart / Vortex / Vega                  | KF Junior       |
| 2014  | Marco Ardigo           | Tony Kart / Vortex / Bridgestone         | KZ              |
| 2015  | Karol Basz             | Kosmic Kart / Vortex / Vega              | KF              |
| 2015  | Logan Sargeant         | FA Kart / Vortex / LeCont                | KF Junior       |
| 2015  | Jorrit Pex             | CRG / TM / Bridgestone                   | KZ              |
| 2016  | Pedro Hiltbrand        | CRG / Parrila / Vega                     | OK              |
| 2016  | Victor Martins         | Kosmic Kart / Parrila / Vega             | OK-Junior       |
| 2016  | Paolo De Conto         | CRG / TM / Vega                          | KZ              |
| 2017  | Danny Keirle           | Zanardi / Parilla / LeCont               | OK              |
| 2017  | Dexter Patterson       | Exprit / TM/ Vega                        | OK-Junior       |
| 2017  | Paolo De Conto         | CRG / TM / Bridgestone                   | KZ              |
| 2018  | Lorenzo Travisanutto   | Kart Republic / Parilla / Bridgestone    | OK              |
| 2018  | Victor Bernier         | Kosmic / Parilla / Vega                  | OK-Junior       |
| 2018  | Patrik Hajek           | Kosmic / Vortex / LeCont                 | KZ              |
| 2019  | Lorenzo Travisanutto   | Kart Republic / Iame / LeCont            | OK              |
| 2019  | Thomas Ten Brinke      | FA Kart / Vortex / Vega                  | OK-Junior       |
| 2019  | Marijn Kremers         | Birel ART / TM Racing / Bridgestone      | KZ              |
| 2020  | Callum Bradshaw        | Tony Kart / Vortex / LeCont              | OK              |
| 2020  | Freddie Slater         | Kosmic / Vortex / MG                     | OK-Junior       |
| 2020  | Jérémy Iglesias        | Formula K / TM Racing / Vega             | KZ              |
| 2021  | Tuukka Taponen         | Tony Kart / Vortex / MG                  | OK              |
| 2021  | Kean Nakamura          | Exprit / TM Racing / MG                  | OK-Junior       |
| 2021  | Noah Milell            | Tony Kart / Vortex / MG                  | KZ              |
| 2022  | Morgatto Matheus       | Kart Republik / Iame / MG                | OK              |
| 2022  | Enzo Tarnvanichkul     | Tony Kart / Vortex/ Vega                 | OK-Junior       |
| 2022  | Viktor Gustafsson      | CRG / TM Racing / LeCont                 | KZ              |
| 2023  | Kiril Kutskov          | KR /Iame / MG                            | OK              |
| 2023  | Dries Van Langendonk   | Exprit/ TM Kart / Vega                   | OK-Junior       |
| 2023  | Paolo Ippolito         | KR /Iame / LeCont                        | KZ              |
| 2024  | Ethan Jeff-Hall        | KR /Iame / Maxiis                        | OK              |
| 2024  | Kenzo Craigie          | CRG /Iame / Maxiis                       | OK-Junior       |
| 2024  | Giuseppe Palomba       | Sodi /TM Kart/ Dunlop                    | KZ              |

* indique les championnats non homologués par la FIA : 1959 et 1960, car organisés par le Grand Prix Kart Club of America (GPKCA) à Nassau, Bahamas. Même chose en 1961, pour l'épreuve organisée sur la Pista Rossa de Milan, Italie, bien que placé sous les auspices de la FIA et la Fédération italienne de karting.

## Pilotes de Formule 1
Parmi les champions en catégorie principale, neuf pilotes ont ensuite participé au championnat du monde de Formule 1 : Riccardo Patrese, Jan Magnussen, Jarno Trulli, Vitantonio Liuzzi, Giedo van der Garde, Nyck De Vries, Max Verstappen, Lando Norris et Logan Sargeant.